# António de Andrade
António de Andrade, född 1580, död 1634, var en portugisisk jesuit, missionär och forskningsresande.

## Biografi
Andrade var ledare för mogulmissionen i Agra, företog 1624 sin första färd till Tibet och blev den förste europé, som gått över Himalaya och trängt in i Tibet söderifrån. Om denna resa berättade han i Novo descobrimento do Gram Cathayo ou renios de Thibet (1626). 1625 företog han en andra resa till Tibet, där han grundade den första kristna kyrkan i Tsaparang. Om denna resa handlar Histoire de ce qui s'est passé au royaume de Tibet (1629).